# Essertes
Essertes (toponimo francese) è un comune svizzero di 335 abitanti del Canton Vaud, nel distretto di Lavaux-Oron.

## Storia
Essertes divenne comune autonomo nel 1814 per scorporo da quello di Châtillens.

### Simboli
Lo stemma è stato adottato dal comune nel 1921. Il tronco sradicato richiama il toponimo del luogo, la cui etimologia significa "terreno disboscato".

## Monumenti e luoghi d'interesse
- Menhir neolitico[1].

## Società

### Evoluzione demografica
L'evoluzione demografica è riportata nella seguente tabella:
Abitanti censiti

## Amministrazione
Ogni famiglia originaria del luogo fa parte del cosiddetto comune patriziale e ha la responsabilità della manutenzione di ogni bene ricadente all'interno dei confini del comune.